# ジュリア・ブライアント (小惑星)
ジュリア・ブライアント (12446 Juliabryant) は、小惑星帯の内縁部にある小惑星。ロバート・マックノートとジャック・チャイルドがオーストラリア首都特別地域のマッコーリーで発見した。
オーストラリア人の天文学者、ジュリア・ブライアントに因んで名付けられた。